# Museo de la Farmacia de Bressanone

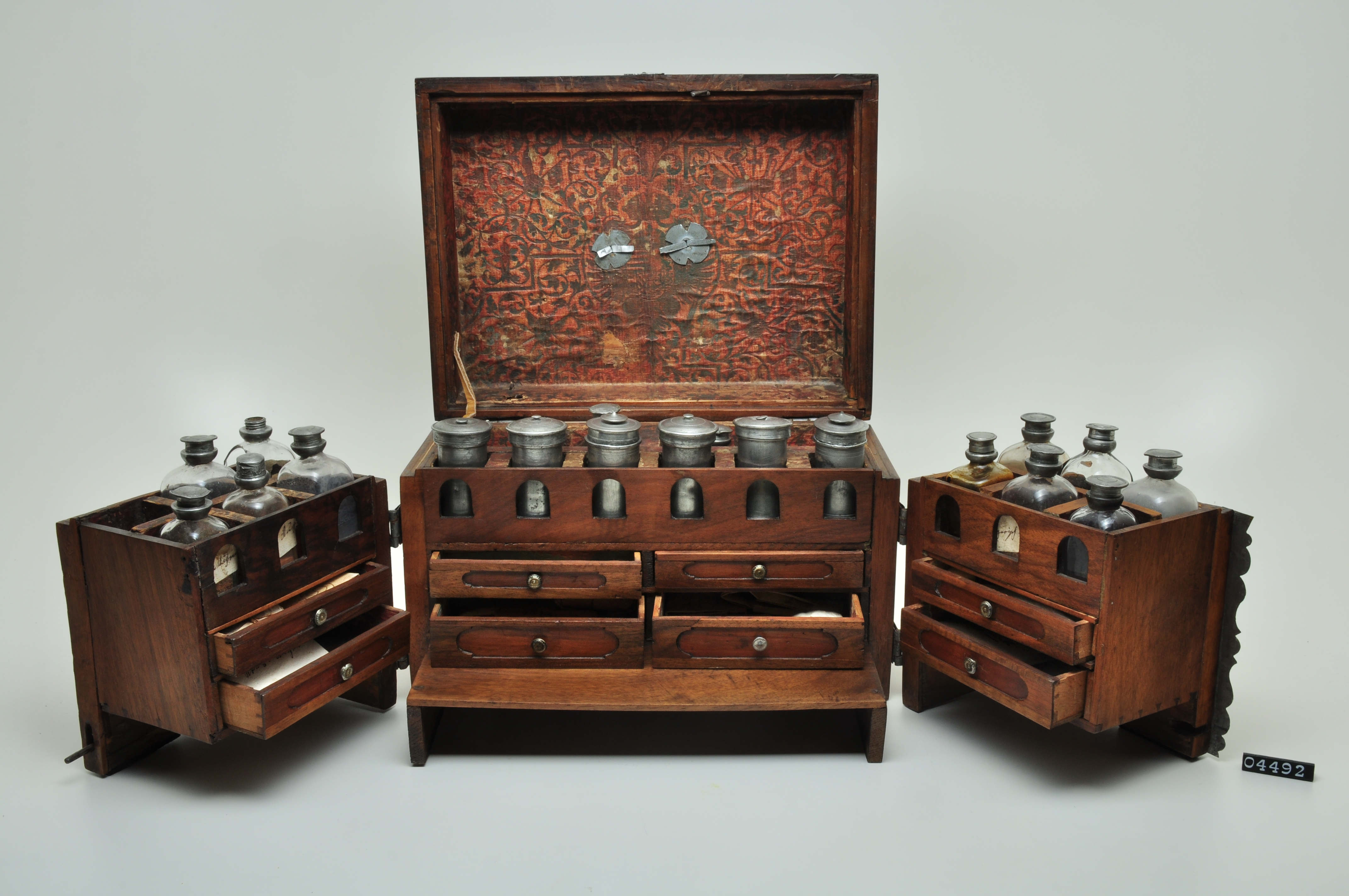
Botiquín de primeros auxilios para viajes. Museo de la Farmacia de Bressanone.

El Museo de la Farmacia de Bressanone (en alemán Pharmaziemuseum Brixen, en italiano Museo della Farmacia di Bressanone) es un pequeño museo de la historia de la farmacia que se encuentra en Bresanona (Italia, Tirol del Sur). Existe desde el año 2002, coincidiendo con el 400º aniversario de la apertura en la ciudad de la Farmacia Civica di Bressanone, en 1602.
La superficie de exposición asciende a 150 m² y está distribuida en cuatro sectores, cada uno dedicado a una temática distinta: Drogas de todo el mundo, Artes farmacéuticas, Artes químicas y Seguridad, servicio y variedad. Los objetos de exposición pertenecen al patrimonio de la farmacia Peer, la mayoría de más de 400 años de antigüedad. Pertenecen a la colección objetos tan inverosímiles como la cabeza de un armadillo o un trozo de momia egipcia, así como incluso píldoras doradas. El museo también informa sobre medicinas históricas, por ejemplo, tiritas recubiertas de bilis de buey, dientes de morsa, ojos de cangrejo o cochinillas azucaradas (para combatir la fiebre), aunque también ofrece información de productos más actuales.
También están representados el trabajo en un laboratorio farmacéutico y los instrumentos de un farmacéutico. Por otro lado, se da conocimiento de la vida de una familia en la que se ejerció durante muchas generaciones la profesión de farmacéutico.
El museo dispone también de una biblioteca con trabajos farmacéuticos de varios siglos. Más allá de la simple exposición de los objetos, el museo también ofrece actividades interactivas.
El museo está gestionado en privado por la asociación "recipe!".